# Aragvi
Il fiume Aragvi e il suo bacino idrografico è situato nella Georgia, sul versante meridionale della catena montuosa del Caucaso. Il fiume è lungo 112 km, mentre il bacino idrografico copre un'area di 2 724 km². Lo strato del suolo è in massima parte costituito da arenaria, ardesia e calcare. La diga della centrale idroelettrica costruita sul fiume produce molta energia per il fabbisogno della Georgia. Con la costruzione della diga nel 1986 si è venuto a formare il bacino idrico di Zhinvali. Vicino a questa riserva idrica si trova il castello di Ananuri con la sua chiesa dell'Assunzione.
L'Aragvi incontra il fiume Mtkvari alcune miglia sotto la diga, a Mtskheta. La fortificata Ananuri è situata verso la diga dell'Aragvi.

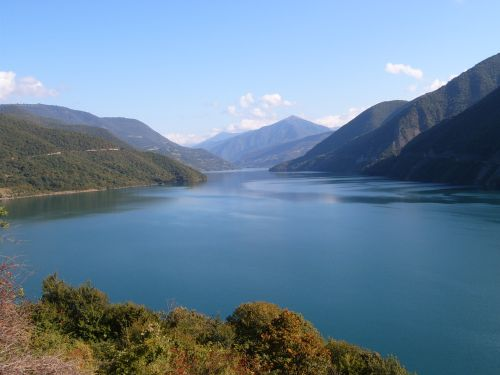
Bacinio artificiale di Zhinvali
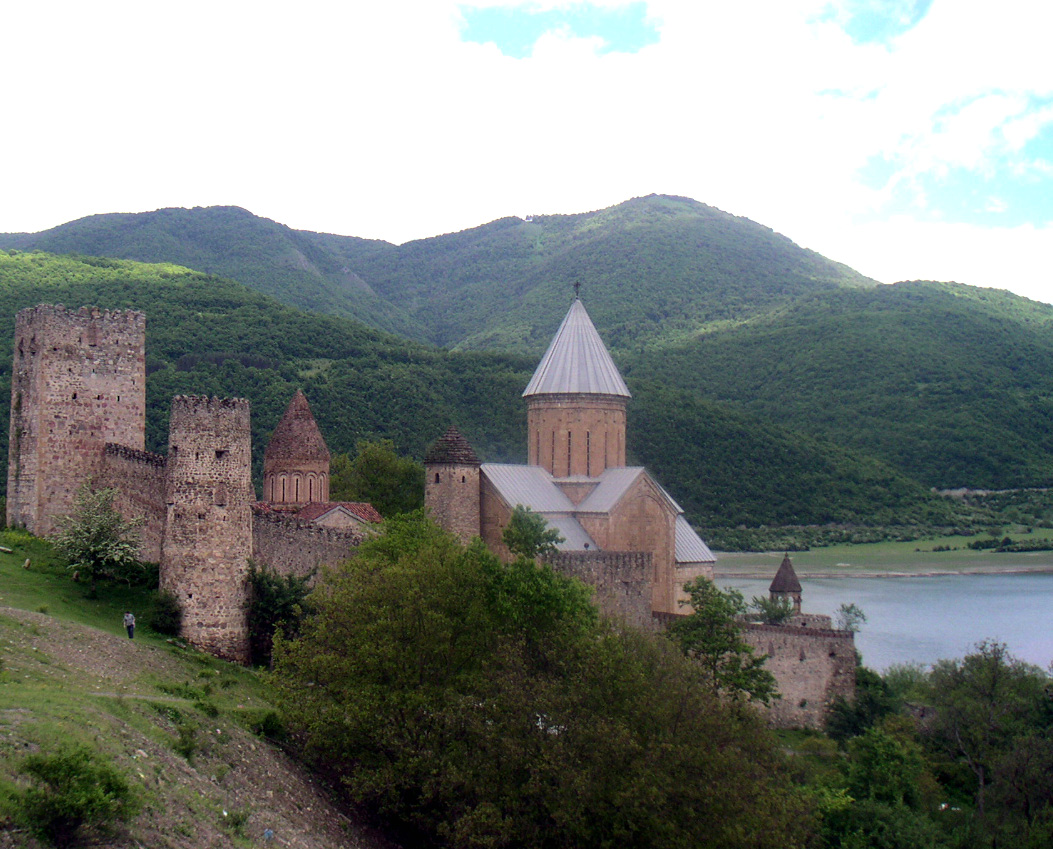
Castello di Ananuri

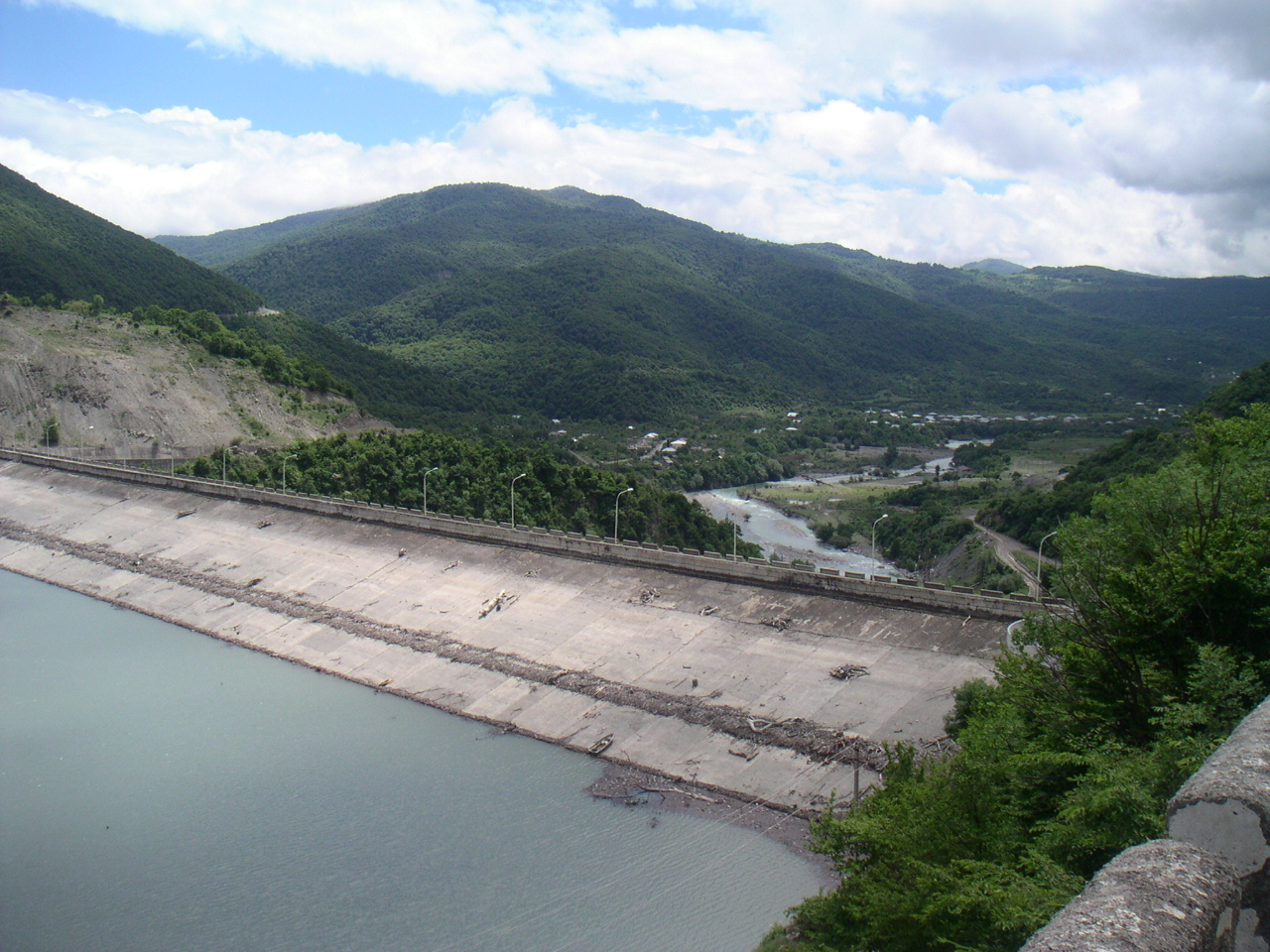
Diga idroelettrica posta sul fiume Aragvi
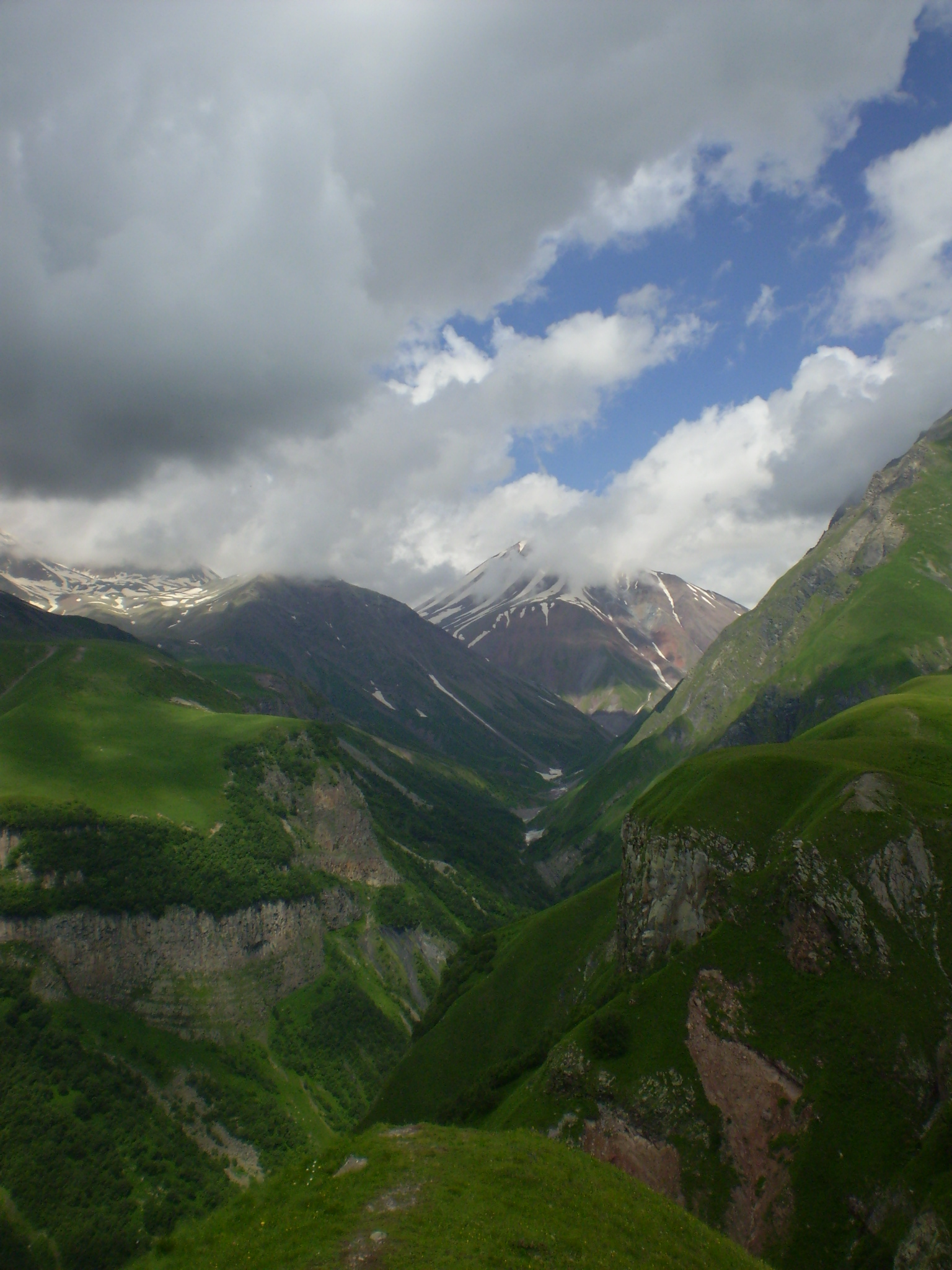
La sorgente dell'Aragvi a nord di Gudauri